# Panzeria alberta
Panzeria alberta är en tvåvingeart som först beskrevs av Charles Howard Curran 1924.  Panzeria alberta ingår i släktet Panzeria och familjen parasitflugor. Inga underarter finns listade i Catalogue of Life.